# Jan Lindström (journalist)
Jan-Eric Lindström, född 16 oktober 1937 i Enskede församling i Stockholm, död 9 augusti 2015 i Stocksund i Danderyds församling i Stockholms län, var en svensk journalist.
Jan Lindström var son till Eric Lindström och Greta, ogift Nyberg. Efter examen från Journalistinstitutet 1961 blev han medarbetare hos Expressen 1963, där han var reporter och kolumnist, USA-korrespondent 1981–1985, Östeuropa-korrespondent 1989–1991 och därefter senior editor samt kolumnist.
Han var 1962–1968 gift med bokförläggaren Gertrud Gidlund (1938–2011), 1969–1974 med journalisten Maria-Pia Boëthius (född 1947) och 1974 till sin död med journalisten Margareta Schwartz (1947–2021), dotter till Åke Schwartz och Margit, ogift Ericsson. Makarna Lindström är begravda på Täby norra begravningsplats.